# Lucinda Hinsdale Stone
Lucinda Hinsdale Stone (30 de septiembre de 1814 - 14 de marzo de 1900), fue una de las primeras feministas, educadora, viajera, escritora y filántropa estadounidenses.
Stone llegó a Kalamazoo, Míchigan con su marido como presidente del Kalamazoo College, que entonces formaba parte de la Universidad de Míchigan. Enseñó allí y estableció la coeducación en la Universidad. A través de su influencia, las mujeres fueron aceptadas en la facultad de la universidad y se otorgaron becas a las mujeres. Stone fue la primera mujer en los Estados Unidos en tomar clases de mujeres jóvenes en el extranjero para estudiar, que significa ilustrar la historia y la literatura. Creía en el autodesarrollo para el servicio y fue directamente responsable de la fundación de cincuenta clubes literarios y de estudio para mujeres en el medio oeste de los Estados Unidos. Fue premiada con el título honorífico LL.D., por la Universidad de Míchigan.
Stone abogó por el derecho al voto y las oportunidades educativas de las mujeres, además de la abolición de la esclavitud. A finales del siglo XIX, Stone era la mujer periodista más antigua de Míchigan, y era la presidenta honoraria de la Asociación de Prensa Femenina de Míchigan. En 1890, viajó por toda la península sureña para convertirse en miembro fundador y ayudar a organizar la primera Asociación de Prensa Femenina de Míchigan.

## Primeros años y educación
Lucinda Hinsdale nació en Hinesburg, Vermont, el 30 de septiembre de 1814. Era la más joven de una familia de doce hijos de Lucinda Mitchell y Aaron Hinsdale. La familia Hinsdale era de la casa de Hinnsdale de Francia cuyos registros se remontan a 1170. Su escudo de armas está descrito en los registros de la nobleza francesa y se exhibió en la Biblioteca Astor. Estaba relacionada con Elihu Burritt "el herrero erudito" y Emma Willard del Troy. También estaba relacionada, a través de su madre, con Maria Mitchell, astrónoma.
Desde muy temprano, desarrolló un hábito de madrugada que continuó toda su vida, diciendo que:- "...lo mejor de cualquier trabajo literario que he hecho, la mayor parte del estudio continuado de cualquier idioma comenzado en la escuela, muchos cientos de artículos escritos para los periódicos, la correspondencia extranjera con los periódicos, cientos de cartas escritas a los clubes, y casi toda mi correspondencia, que ha sido grande, se ha hecho en las primeras horas de la mañana, antes de que nadie más se asentara en la casa. Esta vez he sentido que era mía, y de alguna manera la frescura de esas horas tempranas del amanecer de mi niñez volvía a mí en la madrugada, y no podía dormir o perder esas horas tempranas. Cuando viajo al extranjero, mi exploración y estudio de las catedrales y la mayoría de las iglesias notables en Roma y en varias ciudades de Europa se han hecho en la madrugada. Tales lugares estaban siempre abiertos, y era el momento más tranquilo para visitarlos, y he podido entrar en muchos rincones de viejas iglesias que no podría haber visto cuando había multitud de otros visitantes allí también."
A la edad de trece años, entró en la Academia de Hinesburg y a los quince, enseñó en una escuela de verano en el campo, volviendo a la Academia en otoño y enseñando de nuevo el verano siguiente. Los fideicomisarios de la Academia, reconociendo su sed de conocimiento, le dieron el entonces inaudito privilegio de entrar en las clases con los jóvenes que se preparaban para la universidad. Ella siguió los estudios de griego y latín con ellos. No sólo se mantuvo al día con ellos, sino que estudió música y francés. Sin embargo, no entró en la Universidad de Vermont con ellos. De vez en cuando, la presidenta o algunos de los profesores de Middlebury College, que estaba al sur de su ciudad, y Universidad de Burlington, al norte, venían a predicar a su clase. Los profesores de su escuela de invierno eran estudiantes de uno u otro de estos colegios.
Cuando tenía unos 18 años, se fue a un seminario de señoritas en Middlebury, durante un año porque se consideraba necesario como proceso de acabado en la educación de las jóvenes. Pero el seminario de señoritas fue decepcionante para Stone, la enseñanza no era tan amplia o completa como la de nuestra academia. En muchas de las clases, Stone sintió que podría haber enseñado tan bien como se enseñaba a los estudiantes, y de hecho, a menudo se le pedía que interviniera en caso de enfermedad o ausencia del profesor para enseñar una clase.

## Carrera

### Educadora
Fue al oeste a Grand Rapids, Míchigan para visitar a su hermana la Sra. Mary Hinsdale Walker, y allí se encontró de nuevo con el reverendo James Andrus Blinn Stone, un ministro bautista, establecido en ese momento en Gloucester, Massachusetts, a quien conoció durante su estancia en Hinesburg. Se casaron el 10 de junio de 1840, por el reverendo James Ballard de Grand Rapids. La Sra. Stone tenía entonces veintiséis años. Tuvieron tres hijos, Clement Walker (nacido en 1841), Horatio Hackett (1843-1870) y James Helm (nacido en 1847).
Poco después de casarse, el Sr. Stone fue llamado a ocupar la cátedra de Literatura Bíblica en la Institución Teológica de Newton durante la ausencia de su amigo, el Dr. Horatio Balch Hackett, en Europa durante un año y medio. Desde allí llegaron a Kalamazoo, Míchigan, donde el Sr. Stone fue llamado a hacerse cargo de una de las llamadas "ramas" de la Universidad de Míchigan, que, cuando se establecieron, se suponía que serían alimentadores permanentes de la universidad como escuelas preparatorias que deberían atraer a ella a estudiantes de todas partes del estado. Pero las ramas que pronto fueron cortadas por falta de fondos estatales para apoyarlas, un instituto bautista, la primera institución literaria fundada en Míchigan, cuya enseñanza había sido suspendida cuando la rama de la universidad estaba ubicada en Kalamazoo, fue revivida y creció, principalmente a través de los esfuerzos del Dr. Stone, en Colegio de Kalamazoo, para el cual obtuvo una carta de la Legislatura del Estado de Míchigan.
El Sr. Stone fue el primer presidente del Colegio Kalamazoo de 1843 a 1863. Durante este tiempo, Lucinda Hinsdale Stone dirigió el Departamento de Damas de la universidad. La Sra. Stone dio clases en todo Míchigan, incluyendo Grand Rapids, Jackson, Bay City, Dowagiac, ColdWater, Saginaw, Port Huron, St. Clair, Alpena, Adrian, Monroe, Hillsdale, Lansing, Charlotte, Jackson, Detroit, Eaton Rapids, Flint, Dearborn y Battle Creek. Los clubes para mujeres seguían estas clases.

## Sufragio y abolición
Ambas Stones promovieron la abolición, la coeducación y los derechos de la mujer. Stone deseaba ardientemente e hizo todo lo que pudo para avanzar en la causa del sufragio femenino, aunque murió sin ver el derecho de las mujeres. Tuvo que ir al sur para aprender plenamente el significado de la palabra "Abolisionista". Mientras enseñaba en el Seminario de Burlington, recibió una invitación para ir al sur de Misisipi a enseñar en la familia de un rico hacendado. Había oído hablar de la esclavitud, pero no tenía idea de su significado y su primera introducción fue cuando estaba de paso por Natchez, Mississippi a su nuevo lugar de residencia.
Tenía una asociación íntima con los líderes antiesclavistas, entre los que se encontraban William Lloyd Garrison, Lydia Maria Child, Parker Pillsbury, y Frederick Douglass. Ella fue la más seria socia de los reformadores del sufragio, Julia Ward Howe, Elizabeth Cady Stanton, Lucy Stone, y Susan B. Anthony.

## Escritora
Durante cuarenta años estuvo conectada de una forma u otra con varios periódicos, y durante muchos años fue miembro del personal del Detroit Tribune, sus cartas de viaje, sobre las iniciales L. H. S., habiendo sido una de las principales atracciones de las columnas de ese periódico. Su sentimiento permanente era: "todo lo que sea verdadero, bueno y santo, debe ser hecho por hombres y mujeres que trabajen juntos, sin celos ni prejuicios, sin distinción de casta o sexo."
La Sra. Stone fue la autora de "Western Side". Como periodista, la Sra. Stone llegó a cientos de miles de lectores en artículos relacionados con temas sociales y morales. Entre los muchos periódicos en los que aparecieron sus artículos está el "Kalamazoo Telegraph". Las completas cartas de viaje de la Sra. Stone a países extranjeros fueron publicadas en muchos periódicos. Durante años, la Sra. Stone fue presidenta honoraria de la Asociación de Prensa Femenina de Míchigan. El trabajo literario de la Sra. Stone continuó casi hasta su muerte. Entre los últimos artículos que escribió se encuentra una contribución al Club del siglo XX sobre la hija del poeta escocés, Robert Burns.
Ralph Waldo Emerson era un amigo cercano y se escribieron durante años.

## Escuelas itinerantes
Después de muchos años de enseñanza, los Stones viajaron al extranjero. La Sra. Stone no tardó en ver las ventajas de estudiar la historia y el arte desde su origen. Como una inspiración le vino la idea de "escuelas o clases itinerantes". Esto lo llevó a cabo en 1867. Su larga experiencia como profesora de arte, literatura y lenguas le permitió llevar a cabo un itinerario muy valioso. Ocho veces impartió clases en el extranjero durante un año o dieciocho meses cada vez. En una ocasión, la gira incluyó Egipto, Palestina y Siria.

## Clubes
La Asociación de Bibliotecas Femeninas de Kalamazoo y el Club del siglo XX fueron el primero y el último de los numerosos clubes fundados por la Sra. Stone en Kalamazoo durante su vida. El primero de ellos, la Asociación de Bibliotecas Femeninas, fue fundado en 1852 y tuvo su origen en una clase de historia fundada por ella que después de unos años de estudio exitoso se fusionó en un club literario con la Sra. Stone como su presidenta. Esta asociación se construyó un edificio en Park Street en el que se reunieron pinturas selectas, estatuas y una valiosa biblioteca. El Club del siglo XX fue el último organizado por la Sra. Stone. Bajo su cuidado, creció hasta que los salones de la biblioteca y el salón de su casa se desbordaron, resultando finalmente en la construcción del Edificio Memorial Stone. Los diversos clubes de todo Míchigan dotaron de una beca perpetua a nombre de la Sra. Stone en la Universidad de Míchigan para las jóvenes que desearan una educación. Los 5.000 dólares fueron recaudados y entregados a la Universidad en el otoño de 1905. Un retrato de la Sra. Stone, comúnmente conocida como "La madre de los clubes de Michigan", fue un regalo conjunto de dos sociedades literarias fundadas por ella en Kalamazoo, la Asociación de Bibliotecas para Mujeres y el Club del siglo XX. También estableció el Club Douglas de Kalamazoo para afroamericanos, en el que siempre se había interesado más activamente.
Al regresar de su último viaje al extranjero, y a la edad de setenta y seis años, fue designada para organizar Clubes de Isabel en el Cuarto Distrito del Congreso, de modo que "las características de interés de la próxima Feria Mundial en Chicago en 1893 pudieran ser mejor apreciadas por sus miembros". Ella se interesó sin límites en este trabajo, dándole una atención regular y personal. Para ello, viajaba varios días a la semana, lo que no parecía cansarla mucho. Cada jueves la encontraba en su propia biblioteca en Kalamazoo con las mujeres serias que componían el Club Isabella de ese lugar reunidas a su alrededor y era aquí donde se notaba más claramente su naturaleza. Este mérito fue reconocido por la Universidad de Míchigan cuando le concedieron el grado de doctorado en 1891.
Los Clubes Isabella de todo el estado expiraron por limitación en la primavera de 1893. Un gran número de ellos se organizaron de nuevo, conservando su membresía y tomando otros nombres. Fue en esta coyuntura cuando el Club del siglo XX de Kalamazoo comenzó a existir, con una gran cantidad de miembros fundadores y la Sra. Stone fue elegida como presidenta perpetua, lugar que ocupó hasta su muerte siete años después, el 14 de marzo de 1900, a la edad de ochenta y cinco años.

## Legado
En 1983, Lucinda Hinsdale Stone fue reconocida por sus esfuerzos en la promoción de la causa de los derechos de la mujer a través de su incorporación al Salón de la Fama de la Mujer de Míchigan. A Stone se le atribuye el haber abogado en nombre de la primera estudiante femenina admitida en la Universidad de Míchigan en 1870. La Universidad de Míchigan creó el premio Lucinda Hinsdale Stone Senior Faculty Award en reconocimiento a los esfuerzos de Stone por conseguir la admisión de mujeres en la Universidad. Uno de los capítulos de las Daughters of the American Revolution se nombra en su honor.